# Ngô Trung
Ngô Trung (tiếng Trung: 吴忠市, Hán Việt: Ngô Trung thị) là một địa cấp thị của khu tự trị, Ninh Hạ, Cộng hòa Nhân dân Trung Hoa. Ngô Trung có diện tích 20.200 km², dân số 1,23 triệu người, trong đó người Hồi là 580.000, chiếm 47,2%.

## Các đơn vị hành chính
Địa cấp thị Ngô Trung quản lý các đơn vị hành chính trực thuộc sau: 
- quận nội thành: Lợi Thông (利通区), Hồng Tự Bảo (红寺堡区)
- thành phố cấp huyện: Thanh Đồng Hạp (青铜峡市)
- huyện: Diêm Trì (盐池县) và Đồng Tâm (同心县)